# Anansus atewa
Espèce
Anansus atewa est une espèce d'araignées aranéomorphes de la famille des Pholcidae.

## Distribution
Cette espèce est endémique du Ghana. Elle se rencontre dans les Atewa Hills.

## Description
Le mâle holotype mesure 1,5 mm.

## Étymologie
Son nom d'espèce lui a été donné en référence au lieu de sa découverte, les Atewa Hills.

## Publication originale
- Huber & Kwapong, 2013 : West African pholcid spiders: an overview, with descriptions of five new species (Araneae, Pholcidae). European Journal of Taxonomy, vol. 59, p. 1-44 (texte intégral).